# Pieniążek drobniutki

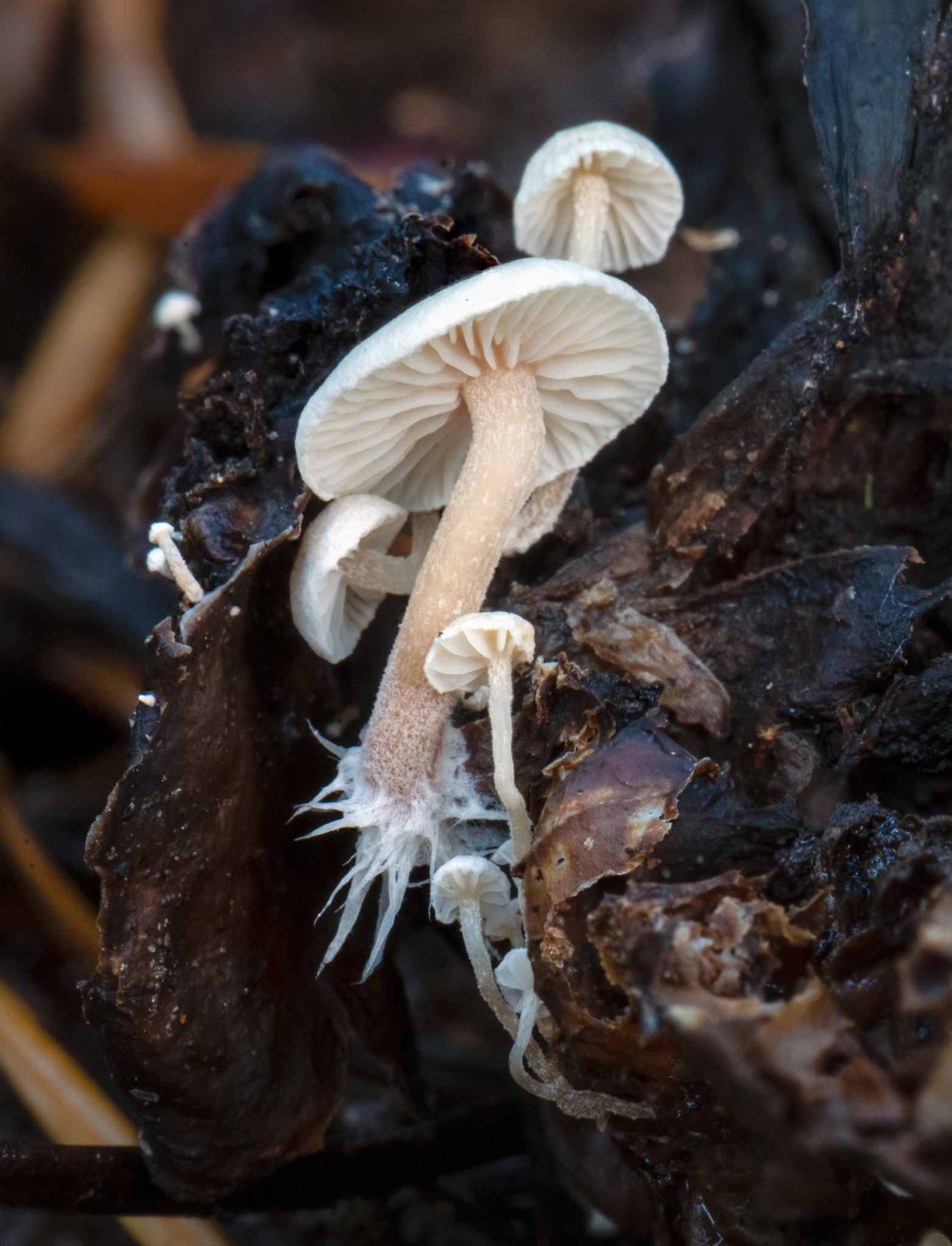

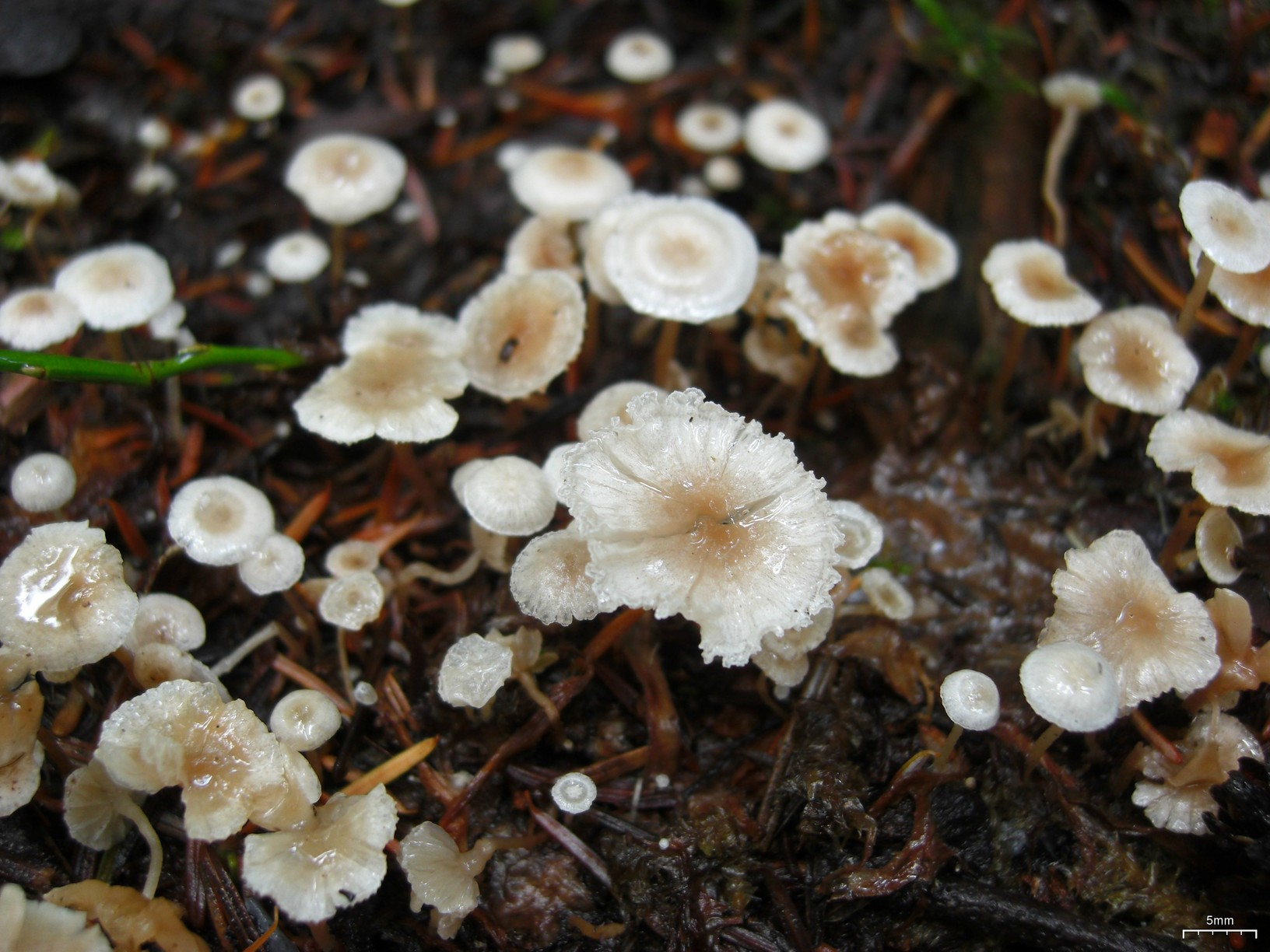

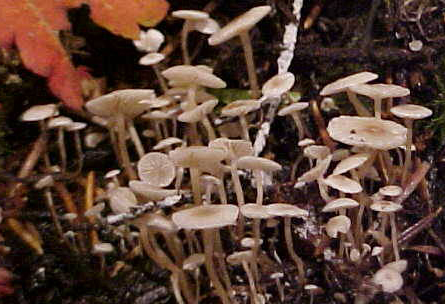

Pieniążek drobniutki (Collybia cirrhata (Schumach.) Quél.) – gatunek grzybów z rzędu pieczarkowców (Agaricales). 

## Systematyka i nazewnictwo
Pozycja w klasyfikacji według Index Fungorum: Collybia, Incertae sedis, Agaricales, Agaricomycetidae, Agaricomycetes, Agaricomycotina, Basidiomycota, Fungi.
Po raz pierwszy takson ten opisał w 1803 r. Christian Friedrich Schumacher nadając mu nazwę Agaricus cirrhatus. Obecną, uznaną przez Index Fungorum nazwę nadał mu w 1872 r. Lucien Quélet.
Ma 22 synonimy. Niektóre z nich:
- Collybia amanitae (Batsch) Kreisel 1987
- Microcollybia cirrhata (Schumach.) Métrod 1952
- Microcollybia cirrhata (Schumach.) Lennox 1979[2].

Polską nazwę zaproponował Władysław Wojewoda w 2003 r.

## Morfologia
Kapelusz
Średnica 0,3–1,1 cm, kształt początkowo wypukły, potem rozszerzający się, do lekko wklęsłego na środku. Powierzchnia lepka, naga, lekko błyszcząca, początkowo biaława, potem z różowawym odcieniem w stanie suchym i pomarańczowoszara z wiekiem lub w stanie wilgotnym. Brzeg początkowo podwinięty, potem prosty, prążkowany od prześwitujących blaszek.
Hymenofor
Blaszkowy. Blaszki przyrośnięte do lekko wyciętych ząbkiem, smukłe, wąskie do umiarkowanie szerokich, gęste, białe do różowawo-płowych, z międzyblaszkami. Ostrza równe.
Trzon
Wysokość 0,8–2,5 cm, grubość 0,1–0,2 cm, równy nieco rozszerzony ku podstawie, nitkowaty, elastyczny, nie łamliwy, z wiekiem puste w środku. Powierzchnia lekko owłosione ku wierzchołkowi, wyraźniej poniżej, prawie strzępiasta u podstawy, biaława do szaropomarańczowej, z obfitą grzybnią u podstawy lub często występującymi rozgałęzionymi ryzomorfami, nie wyrastającymi ze sklerocjów.
Miąższ
Bardzo cienki, białawy, bez wyraźnego zapachu i smaku.
Cechy mikroskopowe
Podstawki maczugowate lub prawie maczugowate, z 4 sterygmami i sprzążkami bazalnymi, 17,5–21 × 4,8–5,6 µm. Zarodniki w widoku z boku elipsoidalne, w widoku z przodu lub tyłu jajowate, gładkie, nieamyloidalne, niecyjanofilne, 4,8–6,4 × 2–2,8(3,5) µm. W hymenium brak cystyd. Kaulocystydy matowe, cylindryczne, rozgałęzione, z wieloma septami, cienkościenne, gładkie, o średnicy 2,8–4,8 µm. Trama zbudowana z nierównoległych lub splątanych, gładkich, niemyloidalnych strzępek o średnicy 2,8-8,4 µm. Skórka blaszek zbudowana ze splątanych strzępek poniżej środka ułożonych promieniście nad blaszkami, o nieregularnych ściankach, lekko pogrubionych, gładkich, nieamyloidalnych, o średnicy 3,5–8,4 µm. Skórka kapelusza słabo zróżnicowana, z nieco żelatynowatą powierzchniową warstwą uformowaną z gęstych, promieniście ułożonych strzępek, często cylindrycznych, z rozrzuconymi krótkimi uchyłkami, cienkościennych, gładkich, o średnicy 2,8–6,4 µm, bez pileocystyd. Skórka trzonu utworzona z wznoszących się równoległych strzępek, lekko pogrubionych, gładkich, bladożółtobrązowych w KOH, o średnicy 3,5–4,2 µm. Sprzążki występują we wszystkich strzępkach.
Gatunki podobne
Pieniążek drobniutki nie wytwarza sklerocjów, po czym łatwo go odróżnić od pieniążka żółtobulwkowego (Collybia cookei), pieniążka ciemnobulwkowego (Collybia tuberosa) i tzw. pieniążka rozgałęzionotrzonowego (Dendrocollybia racemosa). Zarodniki pieniążków są trudne do uzyskania.

## Występowanie
Znane jest występowanie pieniążka drobniutkiego w Ameryce Północnej, Środkowej i Południowej, Europie i Azji. Najwięcej stanowisk podano w Europie. Występuje tutaj na całym obszarze, od Morza Śródziemnego po północne krańce Półwyspu Skandynawskiego i Orkady. W Polsce W. Wojewoda w 2003 r. przytoczył liczne stanowiska z uwagą, że nie jest to gatunek rzadki i nie jest zagrożony.
Grzyb saprotroficzny. Występuje w różnego typu lasach i zaroślach, na nieużytkach rolnych, także w miastach. Rozwija się na ziemi i na starych owocnikach grzybów z rzędu pieczarkowców, zwłaszcza z rodzajów Psilocybe (łysiczka), Lactarius (mleczaj) i Russula (gołąbek). Owocniki tworzy zwykle od czerwca do listopada. Często rośnie na resztkach poczerniałych grzybów lub na próchnicy w pobliżu takich podłoży. Czasami te poczerniałe pozostałości nie są widoczne, a podstawczaki wydają się wyrastać bezpośrednio z próchnicy.